# Qyshk
Qyshk (albanisch auch Qyshku, serbisch Ћушка Ćuška) ist ein Dorf im Kosovo östlich der Stadt Peja.

## Massaker
Während des Kosovokrieges fand am 14. Mai 1999 in Qyshk ein Massaker an mindestens 43 albanischen Zivilisten statt.

## Bevölkerung
Die 2011 durchgeführte Volkszählung ergab für Qyshk eine Einwohnerzahl von 1481, davon bezeichneten sich 1377 (92,98 %) als Albaner, 101 (6,82 %) als Roma bzw. Balkan-Ägypter und eine Person als Bosniake.
| Volkszählung | 1948 | 1953 | 1961 | 1971 | 1981 | 1991 | 2011 |
| ------------ | ---- | ---- | ---- | ---- | ---- | ---- | ---- |
| Einwohner    | 389  | 459  | 665  | 1027 | 1464 | 1537 | 1481 |

## Bildung
In Qyshk wurde im September 2013 eine Grundschule eröffnet, die nach Skender Çeku benannt ist.

## Persönlichkeiten
- Agim Çeku (* 1960), kosovarischer Politiker